# Astra Linux
Pour les articles homonymes, voir Astra.
Astra Linux est un système d’exploitation russe dérivé de la distribution Debian de GNU/Linux et développé par Rusbitekh (ru) (РусБИТех) pour répondre aux besoins de l'armée russe, d'autres forces armées et des services de renseignement. Il fournit une protection des données jusqu’au niveau « top secret » dans les informations classifiées russes. Il a été officiellement certifié par le ministère russe de la Défense, le Service fédéral de contrôle technique et d'exportation et le Service de sécurité fédéral (Национальный центр управления обороной Российской Федерации).